# Xã Pleasant, Quận Steuben, Indiana
Xã Pleasant (tiếng Anh: Pleasant Township) là một xã thuộc quận Steuben, tiểu bang Indiana, Hoa Kỳ. Năm 2010, dân số của xã này là 13.704 người.